# 大叶栎
大叶栎（学名：Quercus griffithii）为壳斗科栎属的植物。分布于斯里兰卡、缅甸、印度以及中国大陆的云南、贵州、四川、西藏等地，生长于海拔700米至2,800米的地区，多生长于森林中，目前尚未由人工引种栽培。